# Havana Spinning Adventure
Havana Spinning Adventure is een stalen draaiende achtbaan in het Nederlandse thema-, attractie- en dierenpark Wereldtuinen Mondo Verde in Landgraaf. De achtbaan werd gebouwd door de Italiaanse SBF Visa Group en is van het model 3 Loop Spinning Coaster MX609.

## Geschiedenis
Eind 2022 had Mondo Verde de vergunning voor de achtbaan en het ontwerpconcept. De achtbaan werd op 18 mei 2023 geopend. De achtbaan staat in teken van een piratenthema.

## Technische informatie
Havana Spinning Adventure maakt gebruik van een wieloptakeling in combinatie met één achtbaantrein. De passagiers zitten twee aan twee met de rug tegen elkaar aan in de wagentjes die bestaat uit 4 wagens waardoor er maximaal 16 personen plaats kunnen nemen. De baan heeft een hoogteverschil van 6,6 meter, is 113 meter lang en heeft een maximale snelheid van 30 km/u. De trein gaat 2 rondjes over het traject waarna het doorschiet bij het station en vervolgens door de banden van de wieloptakeling geremd wordt en terug naar het station gaat om tot stilstand te komen.